# Hiller ROE
Hiller ROE Rotorcycle — лёгкий одноместный вертолёт.
Вертолёт разработан в 1954 году компанией Hiller Helicopters. Проектировался как спасательный вертолёт для пилотов. Первый полёт совершил 10 января 1957 года. К концу 1961 года на заводе компании Saunders Roe было построено двенадцать аппаратов Rotorcycle.

## Тактико-технические характеристики
- Экипаж: 1
- Длина: 3.51 м
- Диаметр несущего ротора: 6.10 м
- Площадь, ометаемая ротором : 29,2 м²
- Пустой вес: 250 кг
- Общий вес: 378 кг
- Силовая установка: 1 × ПД Porsche YO-95 −6, 72 л.с. (54 кВт)
- Максимальная скорость: 78 миль / ч (125 км / ч)
- Дальность: 55 миль (88 км)
- Практический потолок: 12400 футов (3780 м)
- Скороподъемность: 1140 футов / мин (5,8 м / сек)